# Moukhorchibir
Moukhorchibir (en russe : Мухоршибирь, en bouriate : Мухар Шэбэр, Mukhar Sheber) est un village et municipalité, centre administratif du raïon de Moukhorchibir de Bouriatie, en Russie. Sa population s'élevait à 4 828 habitants en 2024.

## Géographie
Le village de Moukhorchibir se situe en Bouriatie, une république de Russie située en Transbaïkalie, région de Sibérie orientale à l'est du lac Baïkal. Il fait partie du district fédéral extrême-oriental. Centre administratif du raïon de Moukhorchibir, un raïon de la république, il forme aussi l'établissement rural de Moukhorchibir, une municipalité du raïon,. Sa superficie est de 22 372,8 ha.
Le fuseau horaire du village est MSK+5 (heure d'Irkoutsk). Le décalage horaire appliqué par rapport au temps universel coordonné est +09:00.

## Toponymie
Le nom vient des mots bouriates « mukhar » - impasse, extrémité, lisière et « sheber » - fourré, désert, forêt dense. Le mot « shibir » est d'origine turcique, et la légende raconte que les Turcs, qui vécurent en Transbaïkalie pendant plusieurs centaines d'années, ont laissé derrière eux, après leur départ à cause des Mongole, de nombreux noms géographiques, dont « Shibir ». Les colonies turques, qui avaient le nom de « Shibir », étaient situées sur les rives des rivières coulant de la forêt et à proximité de la taïga.

## Histoire
Le village est mentionné pour la première fois dans les années 1730 dans les notes de voyage de Gerhard Friedrich Müller. Il note qu'il n'y avait à l'époque qu'une seule cour. À la fin du XVIIIe siècle s'installèrent les orthodoxes vieux-croyants venus de Pologne, Ukraine et Biélorussie.
En 1925 la collectivisation commença avec la création d'une artel agricole.

## Politique et administration
Le village forme la commune rurale de Bolchoï Kounaleï comme seule localité de la municipalité. La mairesse de la commune est Olga Anatolievna Ianokova.

## Démographie
Recensements (*) et estimations de la population:
| 1959* | 1970* | 1979* | 1989* |
| ----- | ----- | ----- | ----- |
| 3 647 | 4 399 | 5 118 | 5 903 |

| 2002 * | 2010* | 2021* | 2024  |
| ------ | ----- | ----- | ----- |
| 5 475  | 5 207 | 4 891 | 4 828 |

## Économie
Le village vit principalement de l'exploitation minière, de l'agriculture, et de l'agroalimentaire avec plusieurs entreprises agroalimentaires dans la ville.

## Transports
La route fédérale R258 (une partie de la route transibérienne), qui relie la capitale régionale Oulan-Oudé à la ville de Tchita dans le kraï de Transbaïkalie traverse le village.

## Culture locale et patrimoine
Le village abrite comme d'autres de la région une communauté d'orthodoxes vieux-croyants, les Semeiskie. Leur espace culturel et leur culture orale ont été inscrit en 2008 par l'UNESCO sur la liste représentative du patrimoine culturel immatériel de l’humanité,.